# Okan Erdoğan
Okan Erdoğan (* 29. September 1998 in Bremen) ist ein deutscher Fußballspieler, der bei Istanbulspor unter Vertrag steht.

## Karriere
Erdoğan begann das Fußballspielen in seiner Heimatstadt Bremen beim BSC Hastedt als sein Vater dort Jugendtrainer war. Von der U9 bis U12 spielte Erdoğan dann in der Jugend bei Werder Bremen und durchlief in der Folge noch die Nachwuchsmannschaften des SC Weyhe, des Blumenthaler SVs sowie des Jugendfördervereins Nordwest e.V. (eine Kooperation der beiden Oldenburger Vereine VfB und VfL).
Zu Saisonbeginn 2017/2018 wechselte er zum VfB Oldenburg in die Regionalliga Nord, wo er seine ersten Einsätze im Herrenbereich hatte. Im Sommer 2019 wechselte er zum SC Preußen Münster in die dritte Liga, wo er am 31. Juli beim Auswärtsspiel gegen den MSV Duisburg seinen ersten Einsatz im Profifußball hatte.
Im August 2021 wechselte Erdogan zum türkischen Zweitligisten Istanbulspor.

## Leben
Erdoğans Vorfahren stammen aus dem türkischen Edirne. Sein um zwei Jahre älterer Bruder Efkan spielt semi-professionell Fußball.